# Terminal de Ómnibus Mariano Moreno
La Estación Rosario, actualmente conocida como estación Mariano Moreno fue una estación ferroviaria de Rosario qué funcionó entre 1929 y 1950. Posteriormente reconvertida en la principal terminal de ómnibus de la ciudad. 

## Ubicación
Se halla ubicada en el sector oeste de la ciudad, aproximadamente a unos 3 km del microcentro de la misma, ocupando cerca de 3 manzanas delimitadas por las calles Cafferata al este, Santa Fe al norte, Castellanos al oeste y Córdoba al sur. Cuenta con servicios de bar, restaurante, cafetería, comidas rápidas; puestos de venta de diarios y revistas, locales de regalería y recuerdos regionales, Wi-Fi gratuita en todo el predio, estacionamiento, encomiendas, banco y cajeros automáticos, oficina de turismo, guardia de equipajes y sanitarios totalmente equipados entre otros servicios y comodidades. 
Desde la misma parten diariamente micros a las principales urbes del país y hacia países limítrofes, con servicios horarios a la ciudad Autónoma de Buenos Aires y a Córdoba  por citar ejemplos. Su ubicación le brinda a los micros salida rápida hacia los principales accesos de la ciudad, vía Bv. Avellaneda, Av. Alberdi, Bv. Rondeau hacia la Autopista Rosario-Santa Fe y hacia el Puente Rosario-Victoria; hacia el oeste vía Bv. Avellaneda, Av. Pellegrini hacia la Autopista Rosario-Córdoba y hacia el sur Av. Francia, Bv. 27 de Febrero, Bv. Oroño hacia la Autopista Rosario-Buenos Aires.

## Historia
El edificio de la Terminal fue proyectado por los arquitectos Micheletti y Chanourdie y construido por la empresa constructora L.Falcone. Su piedra angular fue colocada el 1 de diciembre de 1927 y el destino previsto inicialmente para la edificación era el de Estación Central del Ferrocarril Provincial de Santa Fe. Su construcción demandó todo el año 1928, y se inauguró hacia 1929.
El 1 de enero de 1947, bajo la presidencia del Juan Perón, comenzó el proceso de nacionalización de los Ferrocarriles, se unificaron instalaciones e infraestructura de algunas empresas ferroviarias y se desafectaron ramales, construcciones y estaciones de otras. El Ferrocarril Provincial de Santa Fe fue afectado por esta medida, y su terminal rosarina se clausuró. El 1 de diciembre de 1950 se inaugura como Estación de Ómnibus "Coronel Perón". En 1957, luego de la Revolución Libertadora, fue rebautizada como "Mariano Moreno".

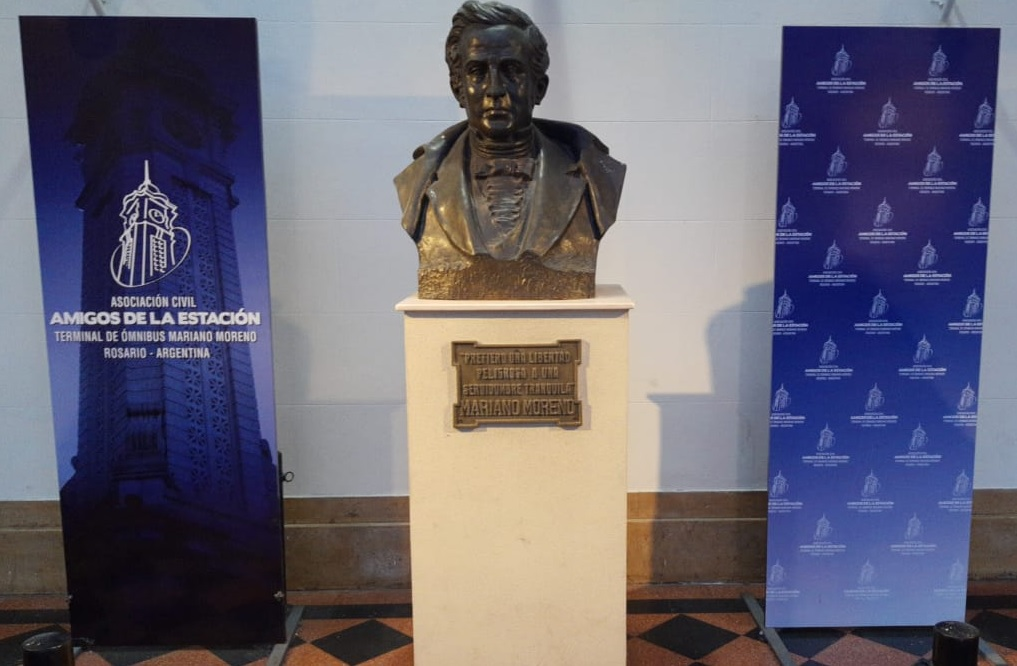
Busto de Mariano Moreno, en uno de los salones de la estación

Las antiguas instalaciones ferroviarias frente al edificio central de la estación Mariano Moreno fueron reconvertidas en un importante centro de convenciones y exposiciones denominado "Patio de la Madera".

## Reformas
Desde mayo de 2010 con una inversión de más de 20 millones de pesos de la Municipalidad y los comerciantes y empresarios de la Terminal y aún en 2012, se están practicando una serie de modificaciones estructurales a la Terminal, proyectando la etapa II del sector B con las siguientes obras: el cercado de los espacios a intervenir, verificación de infraestructuras existentes, demolición de locales comerciales y obras de albañilería. Se concluyó la etapa del sector C, comprendiendo ejecución del nuevo acceso sobre calle Castellanos, un núcleo de baños públicos e incorporación de boleterías en dicho sector con un área que lo vincula con los locales comerciales
La primera etapa fue inaugurada en octubre de 2011, comprendiendo un nuevo ingreso al edificio por calle Castellanos, otro sector de 25 boleterías, más 5 locales comerciales y sanitarios. En julio de 2012 siguió una segunda etapa concluida, sumando los ingresos por calle Castellanos y por Santa Fe y más boleterías trasladadas.